# Écomusée du Creusot-Montceau
L'écomusée du Creusot-Montceau est un musée du patrimoine industriel du territoire du Creusot et de Montceau-les-Mines, propriété de la Communauté urbaine Creusot Montceau. Il est constitué de trois sites : le musée de l’Homme et de l’Industrie au Creusot, la villa Perrusson à Écuisses et la Briqueterie à Ciry-le-Noble. L'écomusée est labellisé Musée de France. 

## Historique
En 1966 est créé le Centre Culturel Charles-Schneider avec pour objectifs de gérer le château de la Verrerie et ses dépendances et de créer un musée de l’Industrie, des Sciences et des Arts et des Lettres ; ce musée devant être constitué de documents et objets ayant appartenu à la famille Schneider et au groupe Schneider. À la vente du château en 1969, l’association, devenue sans objet, est dissoute peu après. 
En 1969, date à laquelle la famille Schneider se retire progressivement et où le groupe Schneider est restructuré, la municipalité du Creusot achète le château et le parc de la Verrerie et bénéficie en don du marteau-pilon des usines Schneider. 
Le 6 juillet 1971 est signé entre  la ville du Creusot et le Centre de Recherche, d’Animation et de Création pour les Arts Plastiques (CRACAP), association fondée en 1970, une convention ayant pour objet la conception, la création et l’animation d’un futur musée. La réunion constitutive de l'association à l'origine de la fondation de l'écomusée est du 27 décembre 1973. La première exposition permanente est présentée en 1974 "L’espace de la Communauté urbaine à travers les âges". En 1975, par une convention signée d'une part par Schneider (Creusot-Loire) et d'autre part l'Écomusée, plus de 4.500 livres, documents et objets sont remis à l’Écomusée.
L’Écomusée acquiert le site de l’ancienne briqueterie Vairet-Baudot à Ciry-le-Noble en 1995, usine de production céramique de 1893 à 1967 le long du canal du Centre.
En 1995, le musée d’Orsay est co-organisateur avec l’Écomusée Creusot Montceau de l’exposition Les Schneider, Le Creusot : une famille, une entreprise, une ville (1836-1960).
La villa Perrusson, ancienne demeure patronale de la tuilerie Perrusson-Desfontaines créée en 1860, est acquise par la Communauté urbaine en novembre 2007.
Des difficultés financières et de fonctionnement conduisent à ce que la Communauté urbaine reprennent propriété et gestion du musée, ce qu'autorise un arrêté du 5 juillet 2012 qui prévoit le transfert de la propriété des collections de l'association à la Communauté urbaine Creusot Montceau. Cette intégration à la Communauté urbaine conduit à une réorganisation et à une stabilisation de l'écomusée. 
Outre les trois sites qui constituent l'écomusée, le musée de l’Homme et de l’Industrie au Creusot, la villa Perrusson à Ecuisses et la Briqueterie à Ciry-le-Noble, un partenariat existe avec la Maison d’école de Montceau et le Musée de la mine de Blanzy.

## Sites de l'écomusée

### Le musée de l’Homme et de l’Industrie au Creusot
Le musée est installé dans le château de la Verrerie. Il aborde les principaux éléments de l’histoire locale. 

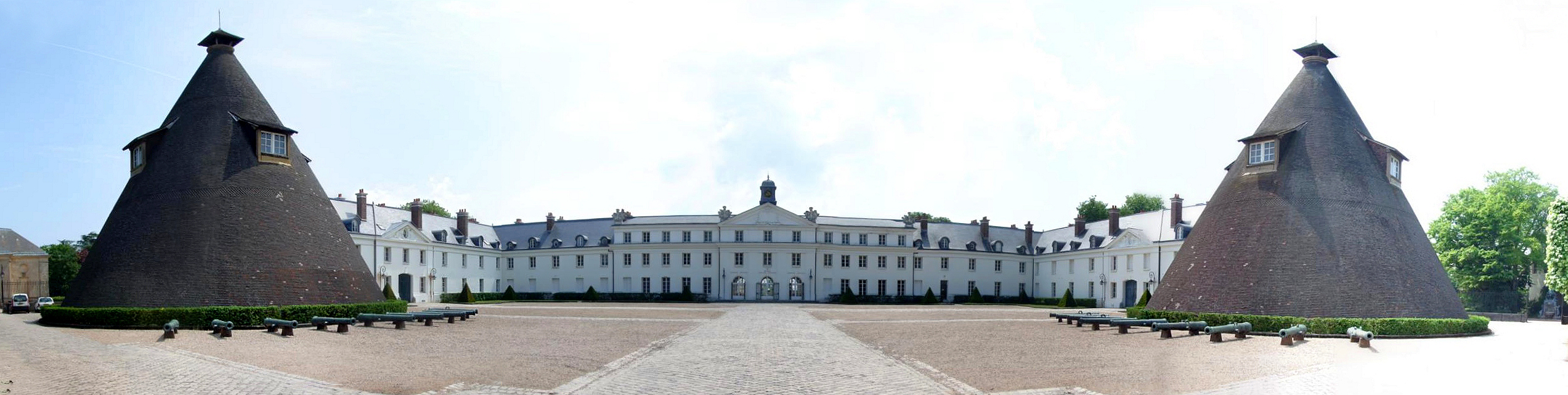
Château de la verrerie (2007), l'écomusée

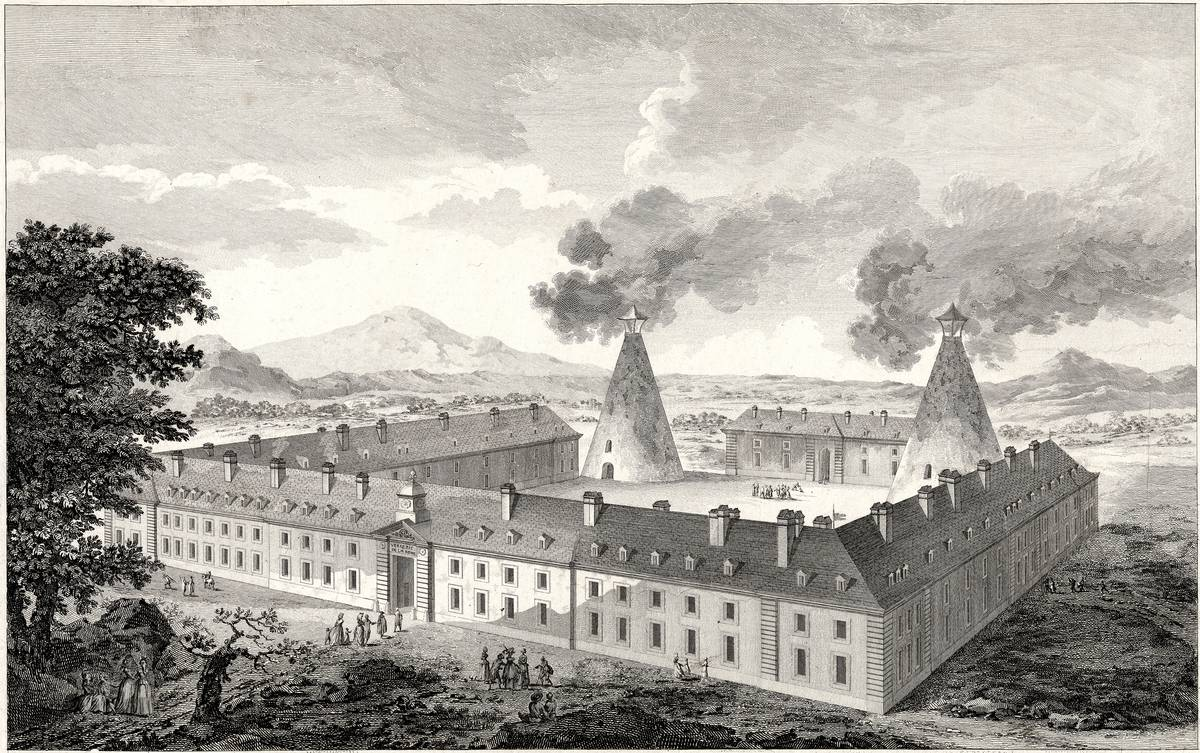
Vue de la manufacture des cristaux de la Reine établie au Creusot, 1787 (écomusée)

L’exposition permanente comprend une collection de cristaux et d’opalines du début du XIXe siècle.
L'épopée industrielle des usines du Creusot et le développement de la ville, portée par les maîtres de forges Schneider est retracée. Maquettes de locomotives et de bateaux évoquent le rôle de la machine à vapeur dans les transports.
Le salon des deux Amériques contient des papiers peints panoramiques et du mobilier de styles Empire et Restauration.
Les tableaux de François Bonhommé et de Joseph-Fortuné Layraud représentent le travail dans les usines métallurgiques.
Des expositions temporaires sont régulièrement proposées.

### Le briqueterie à Ciry-le-Noble

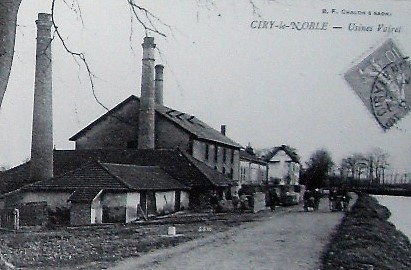
Briqueterie Ciry-le-Noble (avant 1914)

Il s'agit de l’ancienne usine des établissements Vairet-Baudot implantés à Ciry-le-Noble. Cette entreprise familiale, créée en 1863, est spécialisée dans la fabrication de briques, carreaux de pavage et produits résistant aux acides. En butte à des difficultés, l’établissement ferme définitivement ses portes en 1967. L'usine est partiellement restaurée à partir de 1995. Elle est inscrite à l’Inventaire supplémentaire des monuments historiques.
Sont présentées les techniques mises en œuvre au début du XXe siècle pour fabriquer des briques et des tuiles.

### La villa Perrusson à Ecuisses

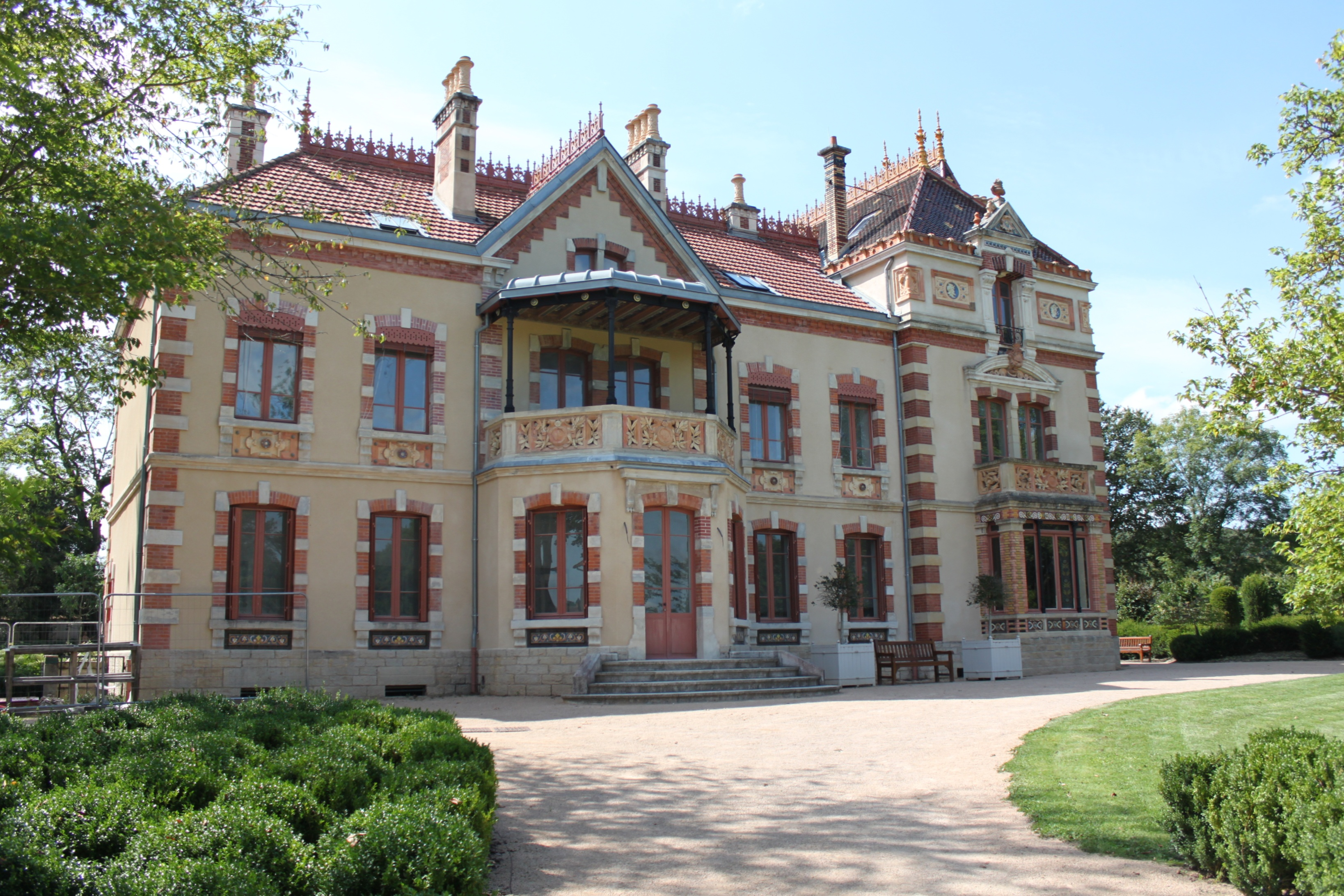
Villa Perruson

La propriété des Perrusson dont la construction s’échelonne entre 1869 et 1900, est conçue par l’architecte Tony Ferret. Elle est implantée en bordure de la voie ferrée, entourée d’un jardin agrémenté d’essences remarquables. Elle est présidente des éléments décoratifs colorés créés et réalisés dans l’usine attenante. Elle est inscrite à l’Inventaire supplémentaire des Monuments historiques. Elle est  constituée de deux parties : un corps de logis édifié en 1869, dit pavillon Perrusson auquel est adossée, en 1890-1900, une aile nord dite pavillon Desfontaines.

## Centre de ressources documentaires
L'écomusée comprend un Centre de ressources documentaires comprenant des ouvrages et des revues, des mémoires universitaires et des rapports de recherches, des photographies, des documents anciens ou d’actualité consultables sur place et partiellement accessible par internet.